# Hôtel Bonin de la Villebouquais
L’hôtel Bonin de la Villebouquais, ou plus rarement hôtel du Halgouët, est un hôtel particulier de la commune de Rennes, dans le département d’Ille-et-Vilaine en région Bretagne.

## Localisation
Cet édifice se trouve au centre du département et dans le centre-ville historique de Rennes. Il est situé au numéro 9 de la rue Gambetta (façade est, à l'époque rue Trassart) et au numéro 8 de la rue du Docteur Regnault (façade ouest, rue des Violiers jusqu'en 1883).

## Historique
L'hôtel particulier a été construit en 1733 comme la majorité de la ville-haute de l'époque après l'incendie de 1720.
En 1729, l'architecte François Forestier de Villeneuve dessine les plans de l'hôtel particulier du Halgouët, pour le conseiller de Coniac, et le fait construire à partir de 1733. Cette demeure est maintenant appelée l'hôtel de la Villebouquais.
Il est inscrit au titre des monuments historiques depuis le 20 décembre 1966.

## Architecture
L'hôtel comporte un corps de logis principal sur trois niveaux, flanqué de deux petites ailes autour d'une cour fermée par un grand portail.

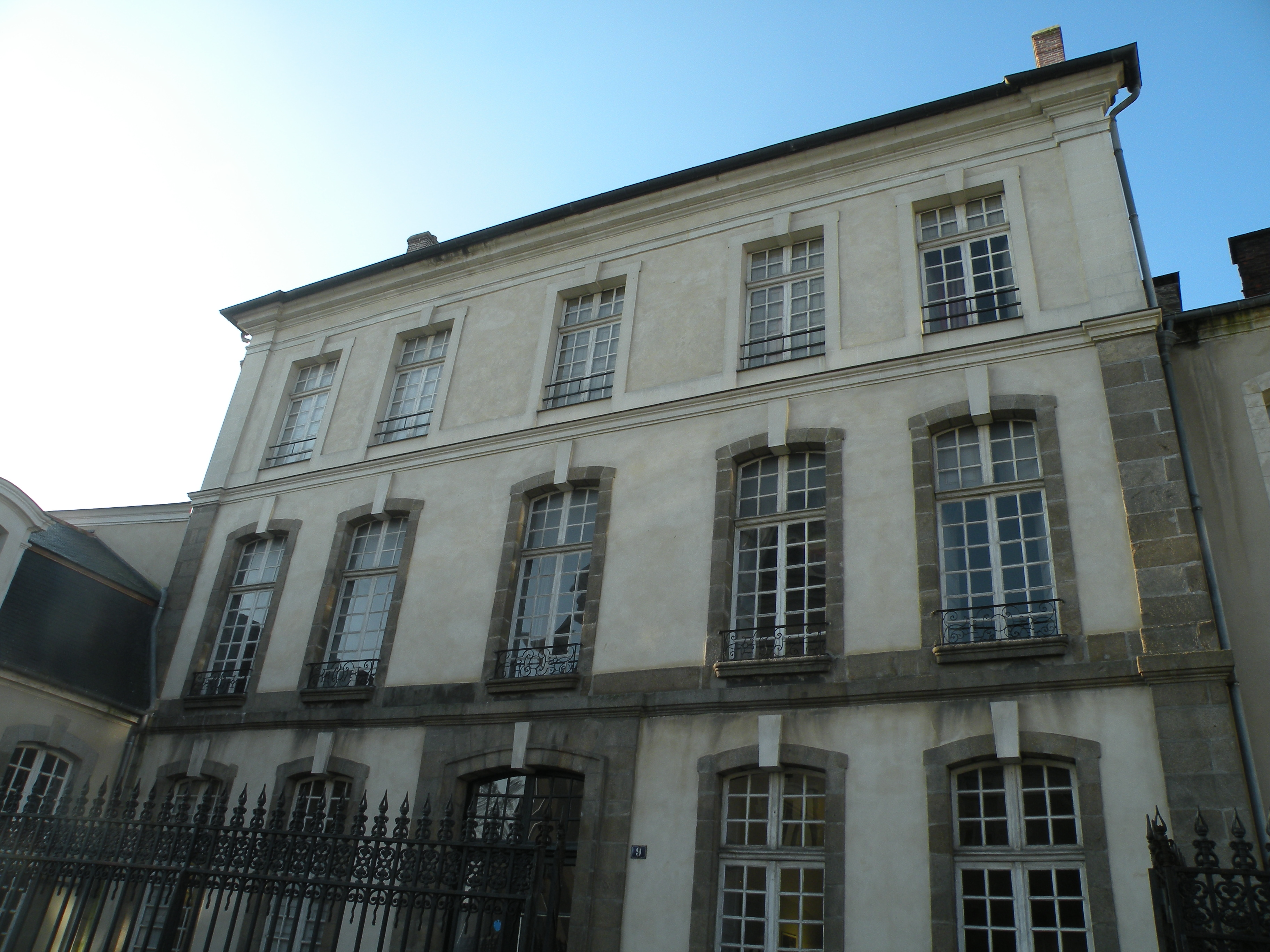
Façade est donnant sur la rue Gambetta.